# Hrvatski muzej arhitekture HAZU
Hrvatski muzej arhitekture u Zagrebu osnovan je 1995. proširenjem djelatnosti Kabineta za arhitekturu i urbanizam Razreda za likovne umjetnosti čija je bogata zbirka arhivalija postala inicijalna zbirka Muzeja.

## Djelatnost
Muzej se sustavno bavi prikupljanjem, pohranom i istraživanjem relevantne dokumentacije i podataka iz povijesti hrvatske arhitekture. Poseban je naglasak na prikupljanju građe iz razdoblja moderne, to jest od kraja prošloga stoljeća do danas. 

## Građa
U okviru pojedinih arhivskih cjelina čuvaju se nacrti mnogih arhitekata. Zbirka danas ima oko 18.000 komada različitih arhivalija: nacrta, crteža, modela, fotografija, dijapozitiva, korespondencije i ostalih dokumenata vezanih uz povijest hrvatske arhitekture. Sva građa koju Muzej čuva sustavno se informatički obrađuje i dostupna je svim istraživačima.
Muzej nema stalnoga postava, nego se organiziraju povremene izložbe kojima se muzejskoj publici predstavlja fundus Muzeja i relevantna arhitektonska produkcija pojedinih autora ili razdoblja.
Muzej se isto tako bavi predstavljanjem suvremenoga arhitektonskoga stvaralaštva i razvijanjem kulture dijaloga unutar arhitektonske struke organizirajući tematske izložbe, tribine i njegujući nakladničku djelatnost.

## Vanjske poveznice
- Hrvatski muzej arhitekture Hrvatska tehnička enciklopedija, portal hrvatske tehničke baštine. LZMK